# Marijke Moser
Pour les articles homonymes, voir Moser.
Marijke Moser, née Van de Graaf le 13 novembre 1946, est une athlète suisse d'origine néerlandaise, spécialiste des courses de demi-fond et de fond.

## Biographie
Marijke Moser fait campagne pour le droit des femmes à la course à pied. Elle a participé à la course Morat-Fribourg en 1971 en tant que « clandestine », enregistrée sous le nom d'homme de Markus Aebischer.
Elle rencontre le coureur de fond Albrecht Moser lors d'un camp d'entraînement à Hilversum. Elle s'installe avec lui en Suisse où ils se marient. Le couple divorce en 1982.
Sa fille, Mirja Jenni-Moser (de), a également participé à la course Morat-Fribourg en 2006, 35 ans après le succès de sa mère Marijke Moser.